# フィーバーオールセブン
フィーバーオールセブンは、1993年9月にSANKYOが発売した、5色の7と宇宙を連想させる図柄が描かれているパチンコ機のシリーズ名。
フィーバーオールセブンⅡの1機種がある。

## 概要
ドラム型のデジパチ。有効ラインは5ラインで、上下2ライン同時に図柄が揃えば小当たりの確変に突入する。電チュー性能も高く、玉持ちが良いのが特徴である。全部で9種類の図柄があり、大当たりとなるパターンが36通りある。この中で確変になる上下ラインで揃う形が9通りあるので、確変突入率は1/4となる。
兄弟機として、大同(現:ビスティ)から『フィーバーオールセブン DⅠ』も発売された。大当たり図柄が6種類である点と、大当たり確率に違いがある。この兄弟機には小当たりの確変機能は搭載されていない。

## スペック
- フィーバーオールセブンⅡ
  - 賞球数 7&15
  - 大当たり最高継続 12R
  - 大当たり確率 1/160

## 図柄
- 赤7
- 青7
- 緑7
- 黄7
- ピンク7
- UFO
- 宇宙人
- スペースシャトル
- 土星

## 演出
一度停止したデジタルが再び動き出せばリーチ発生となる。いきなりリーチが掛かっても、再び動き出して別のラインでリーチが掛かってしまうことがある。どのラインでリーチが掛かるのかは、ドラム横のランプで示してくれるので、判別は可能である。
ミニデジタルは通常時は1/10で抽選されるが、確変中はスルーチャッカーに入賞したら100％当選する。

## サウンドトラック
- 『パチンコ・ミュージック・フロム SANKYO FEVER WARS』 キングレコード、1998年8月21日。KICA-1217。
  - BGMが収録されている。